# 鈴木秀治
鈴木 秀治（すずき ひではる、1934年12月1日 - ）は、日本の経営者。共栄火災海上保険社長、会長を務めた。

## 来歴・人物
福井県出身。1958年に中央大学法学部を卒業し、同年に共栄火災海上保険に入社した。1986年7月に取締役に就任し、1989年6月に常務、1991年6月に専務を経て、1992年6月には社長に就任。1999年6月から2001年6月までに会長を務めた。